# برايان ليفا
برايان ليفا (بالإسبانية: Brian Leiva) (21 فبراير 1998 ببونتا أريناس في تشيلي - ) هو لاعب كرة قدم تشيلي في مركز الهجوم.

## روابط خارجية
- برايان ليفا على موقع قاعدة بيانات كرة القدم.إي يو (الإنجليزية)
- برايان ليفا على موقع Soccerway.com (الإنجليزية)
- برايان ليفا على موقع عالم كرة القدم.نت (الإنجليزية)
- برايان ليفا على موقع AS.com (الإسبانية)